# كشاتريا

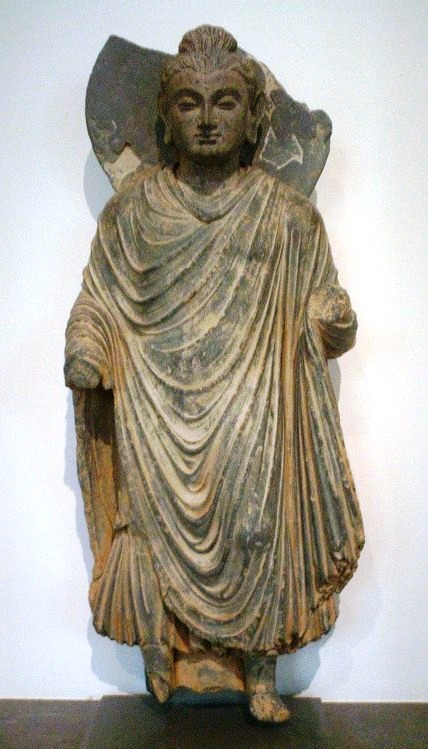

الكشاتريا (ومصدرها كشاترا أي الحكم أو السلطة) هي إحدى الفارنات (ومفردها فارنا، أي الطبقات الاجتماعية) في المجتمع الهندوسي.
يستخدم المصطلح السنسكريتي «كشاتريا» في سياق المجتمع الفيدي الذي كان ينقسم أفراده إلى أربع طبقات: البرهمن والكشاتريا والفايشيا والسودرا. وتتكون طبقة الكشاتريا تقليديًا من النخبة الحاكمة والعسكرية، ويتلخص دورهم في حماية المجتمع بالقتال في زمن الحرب والحكم في زمن السلم. وقد ولد بوذا في أسرة من الكشاتريا.